# Медовиця
Медови́ця (Myza) — рід горобцеподібних птахів родини медолюбових (Meliphagidae). Представники цього роду є ендеміками Сулавесі.

## Види
Виділяють два види:
- Медовиця мала (Myza celebensis)
- Медовиця велика (Myza sarasinorum)

## Етимологія
Наукова назва роду Myza походить від слова дав.-гр. μυζαω — смоктати.